# Maria von Kalckreuth
Maria von Kalckreuth (Düsseldorf, 1857 — Dachau, 1897) foi uma pintora alemã conhecida pelos seus retratos.

## Biografia

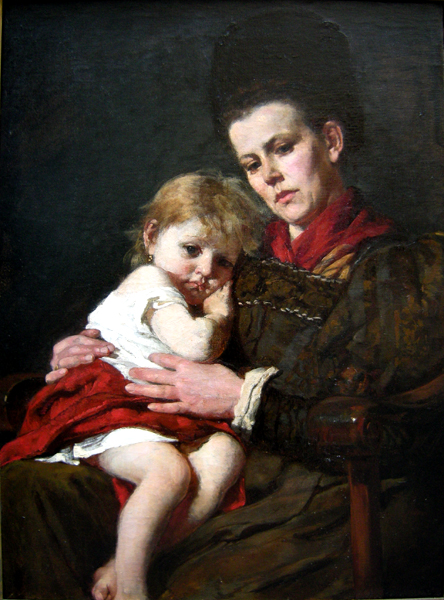
Retrato da princesa Maria Theresia von Hohenzollern com o seu filho pela condessa Maria von Kalckreuth, 1889

Kalckreuth nasceu em 1857 em Düsseldorf, na Alemanha.⁣ O seu irmão Leopold Graf von Kalckreuth também era pintor. Ela foi ensinada a pintar pelo seu pai Stanislaus von Kalckreuth em Weimar. Kalckreuth continuou os seus estudos com Sándor Liezen-Mayer em Munique. Mais tarde, exibiu⁣ o seu trabalho no Woman's Building na Exposição Colombiana Mundial de 1893 em Chicago, Illinois, onde ganhou uma medalha.
Kalckreuth faleceu em 1897, em Dachau.